# Taxa externa de retorno
A Taxa Externa de Retorno (TER) é uma medida financeira da atratividade de um investimento.
É utilizada normalmente quando temos mais de uma inversão de sinais no fluxo de caixa do projeto e não é possível obter-se o resultado desejado através do método da Taxa interna de retorno, pois, a TER compara todas as receitas equivalentes na data terminal n com todos os custos equivalentes na data 0 do projeto, desconsiderando os sinais negativos.
A definição matemática genérica do valor da TER é a seguinte:
{\displaystyle {\mbox{TER}}=\left({\frac {\hbox{Receitas equivalentes na data n}}{\hbox{Custos equivalentes na data 0}}}\right)^{\frac {1}{n}}-1}
Começa-se calculando o valor dos custos equivalentes, descapitalizando, a uma taxa de juros i igual ao valor do Custo do capital, os valores negativos do fluxo de caixa até a data 0. Depois, calcula-se o valor equivalente das receitas, capitalizando, na mesma taxa de juros i, os valores positivos do fluxo de caixa na data terminal n. Da relação desses dois valores equivalentes obteremos o valor da TER.
Para obter os valores equivalentes das receitas e dos custos, podem ser definidas uma ou duas taxas de juros para calcular os valores equivalentes das receitas e dos custos.
A TER é por muitos denominada por Taxa Terminal de Retorno (TTR), e a função no Microsoft Excel correspondente é a MTIR - Taxa Interna de Retorno Modificada.